# Catió
Catió es una ciudad y un sector que pertenece a la región de Tombali y está situada en la zona sur de Guinea-Bisáu.
Población 9217 (2008 est).